# Operacja Trwała Odporność
Operacja Trwała Odporność  – kontynuacja działań Wojsk Obrony Terytorialnej w ramach operacji przekształcenia operacji „Odporna Wiosna” w okresie pandemii COVID‑19.

## Geneza
W marcu 2020 r. minister obrony narodowej wydał decyzję o udziale Sił Zbrojnych RP, w tym WOT, w działaniach kryzysowych związanych z epidemią SARS‑CoV‑2. Od 18 marca WOT prowadziły operację „Odporna Wiosna”, a w kolejnej fazie – operację „Trwała Odporność”, ukierunkowaną na długofalowe wsparcie systemu ochrony zdrowia i społeczności lokalnych Polska. Celem było łagodzenie skutków kryzysu i wzmocnienie odporności społecznej poprzez działania w obszarach takich jak izolacja, wsparcie medyczne, logistyka i pomoc potrzebującym.

## Podjęte działania[3]
W ramach operacji „Trwała Odporność” WOT podejmował nastepujące działania:

### Wsparcie medyczne
- 481 zespołów wymazowych: pobrano łącznie 372 682 wymazów, z czego:
  - 73% w domach osób na kwarantannie;
  - 17% w mobilnych punktach „Test&Go”;
  - 10% w domach pomocy społecznej;
- Wsparcie 371 szpitali w obsłudze systemu ewidencji łóżek szpitalnych (ELC).
- Transport 3 248 butli tlenowych oraz odbiór 634 w ramach tworzenia „obwodów tlenowych”;
- Wsparcie 751 placówek medycznych;

### Krwiodawstwo
- Oddano 1 883 donacji krwi – łącznie ponad 765 litrów.

### Wsparcie Policji
- Monitoring osób na kwarantannie – sprawdzono 1 298 412 adresów.
- Wspólne patrole z Policją w 3 województwach, samodzielne działania w pozostałych.

### WsparcieUrzędu Lotnictwa Cywilnego
- Sprawdzono 1 297 pasażerów na lotniskach (pomiar temperatury, karty lokalizacyjne).

### Wsparcie samorządów i instytucji sanitarnych
- Średnio 300 żołnierzy dziennie zaangażowanych.
- 126 transportów żywności z banków żywności.
- Wsparcie 227 domów pomocy społecznej i 186 stacji sanitarno-epidemiologicznych.
- Obsługa aplikacji „Trwała Odporność” – 2 857 wniosków w dwa miesiące.

### Wsparcie organizacji pozarządowych
- Współpraca z 73 NGO, łącznie 533 akcje (m.in. triaż, dostarczanie żywności i posiłków, pomoc logistyczna).

### Wsparcie osób potrzebujących
- Pomoc udzielona 2 565 osobom: kombatantom, seniorom, osobom samotnym i z niepełnosprawnościami.

### WsparcieAgencji Rezerw Materiałowych
- Wystawiono do pomocy w działaniach logistycznych 1676 żołnierzy z 6 brygad wraz 628 jednostkami sprzętu co zaowocowało 173 transportami wraz z obsługą (rozładunek, magazynowanie i dystrybucja środków ochrony osobistej i medycznych).

## Zaangażowane siły[4]
- 20 tysięcy żołnierzy ze wszystkich Brygad i jednostek Wojsk Obrony Terytorialnej
- Średnio dziennie zaangażowanych: ponad 5 600 żołnierzy, w tym 3 130 ochotników i podchorążych akademii wojskowych.